# Hornos de Moncalvillo
Hornos de Moncalvillo – gmina w Hiszpanii, w prowincji La Rioja, w La Rioja, o powierzchni 7,4 km². W 2011 roku gmina liczyła 94 mieszkańców.